# Scelobotrichia quemada
Scelobotrichia quemada är en nattsländeart som först beskrevs av Oliver S. Flint Jr. 1970.  Scelobotrichia quemada ingår i släktet Scelobotrichia och familjen smånattsländor. Inga underarter finns listade i Catalogue of Life.